# Microsechium compositum
Microsechium compositum là một loài thực vật có hoa trong họ Cucurbitaceae.

## Phân loại
Loài này được John Donnell Smith mô tả khoa học đầu tiên năm 1903, theo mẫu vật Heyde & Lux 6146 thu thập tháng 9 năm 1893 ở cao độ 1.100 m tại Mal País, tỉnh Santa Rosa, Guatemala. Năm 1978, Charles Jeffrey chuyển nó sang chi Sechium thành Sechium compositum.
Nghiên cứu di truyền phân tử của Sebastian et al. (2012) cho thấy tình trạng đa ngành của Sicyos nghĩa hẹp cũng như của Sechium nghĩa rộng. Để giải quyết tình trạng này thì một giải pháp phù hợp là mở rộng Sicyos để chứa các chi nhỏ lồng sâu trong nó (như Anomalosicyos, Cladocarpa, Costarica, Microsechium, Parasicyos, Pterosicyos, Sarx, Sechiopsis, Sechium, Sicyocarya, Sicyocaulis, Sicyosperma và Skottsbergiliana).
Trong phân tích của Sebastian et al. (2012) thì Sechium compositum (= Microsechium compositum) có quan hệ họ hàng gần với Sechium edule - loài điển hình của chi Sechium. Do Sechium edule lồng trong Sicyos nên việc hợp nhất này nếu được công nhận cũng sẽ làm cho Sechium compositum được gộp vào trong Sicyos. Tuy nhiên, cho tới thời điểm năm 2024 thì vẫn chưa có danh pháp mới cho nó trong Sicyos, và cả World Flora Online và Plants of the World Online vẫn coi Microsechium compositum là danh pháp được công nhận.

## Phân bố
Loài bản địa Guatemala và Mexico.